# Lwowskie Warsztaty Lotnicze
Lwowskie Warsztaty Lotnicze – filia Podlaskiej Wytwórni Samolotów założona we Lwowie w 1937 roku, specjalizująca się w produkcji szybowców. 

## Historia
Spółka Lwowskie Warsztaty Lotnicze (LWL) powstała 1 października 1937 roku we Lwowie. Jej pierwszym krokiem było przejęcie Doświadczalnych Zakładów Szybowcowych ITSM. Pierwszym dyrektorem został inżynier Tadeusz Kozakiewicz a kierownikiem biura konstrukcyjnego Franciszek Kotowski. Powstanie zakładów wiązało się z przejściem w 1936 roku do Podlaskiej Wytwórni Samolotów inżyniera Wacława Czerwińskiego. To właśnie w Warsztatach Szybowcowych ZASPL Czerwiński rozpoczynał swoją karierę konstruktora szybowców. Dzięki Czerwińskiem warsztaty LWL uzyskały prawo do budowania jego konstrukcji. 
Po przejściu w 1938 roku Franciszka Kotowskiego do pracy na Politechnice Lwowskiej, kierownikiem biura konstrukcyjnego został Tadeusz Chlipalski. Odtąd biura konstrukcyjne podlaskiej wytwórni i LWL były wspólne. We Lwowie rozpoczęto produkcję szybowców szkolnych WWS-2 Żaba, przejściowych WWS-1 Salamandra, treningowych WWS-3 Delfin i wyczynowych PWS-101. W 1938 r. zbudowano cztery egzemplarze PWS-101, 35 Żaby, 25 Salamandra i 30 Delfinów. W tym samym roku w warsztatach zaprojektowano szybowiec PWS-102 Rekin i B-38 (konstrukcji Michała Blaichera) oraz prototyp wózka do przewożenia szybowców. Rok później powstał prototyp motoszybowca ITS-8W, wybudowano pięć egzemplarzy PWS-101, 25 Żab, 15 Salamandra i 20 Delfinów. 
Tuż przed wybuchem wojny ukończono prototyp szybowca PWS-103. W związku z planowanym rozpoczęciem seryjnego montażu szkolno-treningowych samolotów PWS-40 Junak zamierzano znacznie rozbudować warsztaty. Przez niecałe dwa lata swojej działalności w Warsztatach wybudowano około 150 szybowców dziewięciu typów a zatrudnienie znalazło w nich 130 osób. Po zajęciu Lwowa przez Armię Czerwoną we wrześniu 1939 roku Związek Radziecki przejął cały nieuszkodzony majątek warsztatów. Warsztaty nadal prowadziły swoją działalność ale już pod nazwą Płaniernyj Zawod Nr 5 Ossoawiachima. Pod kierownictwem Rosjan zatrudnienie znaleźli przedwojenni polscy pracownicy. Kierownikiem biura konstrukcyjnego pozostał Polak, inż. Rudolf Matz, a wśród pracowników biura utrzymali się polscy inżynierowie: Józef Niespał, Władysław Nowakowski i Roman Zatwarnicki. Majstrem w dziale drzewnym był Stanisław Hebda, a w dziale montażowym Marian Janiszewski. 
Początkowo w warsztatach zajmowano się naprawą samochodów jednak na przełomie 1939 i 1940 roku podjęto decyzję o dokończeniu budowy przejętych szybowców. W ten sposób zbudowano 10 egzemplarzy Salamander, cztery PWS-102 Rekin i dwa przygotowywanych na Olimpiadę w Helsinkach w 1940 roku niemieckie szybowce Meise-Olympia. W warsztatach wyprodukowano również około 25 egzemplarzy radzieckich dwumiejscowych szybowców treningowych Szeremietiew Sza-10 oraz kilkanaście dwumiejscowych szybowców szkolnych Antonow Us-6 i wyczynowych Gribowski G-9. 
Po niemieckiej napaści na ZSRS warsztaty wpadły w ręce Niemców, którzy początkowo uruchomili w nich produkcję narzędzi rolniczych a następnie przekształcili je w warsztaty naprawcze samochodów HKP (Heeres Kraft-Park).